# The deer hunters
The deer hunters es el 4.º episodio de la serie de televisión norteamericana Gilmore Girls.

## Resumen del episodio
Rory recibe su primera "D" en la clase de Literatura de su profesor Max Medina, y se incomoda cuando Paris y sus amigas comentan sobre su mejor nota. Durante una reunión de padres y profesores en Chilton, Lorelai conoce a dicho profesor y ambos tienen una interesante conversación. Enterada de que la prueba más importante del curso (sobre Shakespeare) será un sábado en la mañana, Rory empieza a estudiar con mucho empeño y Lorelai decide ayudarle. Sin embargo, Rory se queda hasta muy de tarde estudiando, y en la mañana del sábado se despierta y se da cuenta de que puede perder su examen. Lorelai no puede acompañarla, ya que debe ir a trabajar, pero le presta su Jeep. Mientras Rory se dirige al colegio, se va cambiando de ropa y empieza a buscar sus apuntes y no los encuentra, entonces llama a Lane para ver si se quedaron en su casa. En ese instante, un venado pasa y golpea el auto. Rory llega tarde al examen y lo pierde, gritándole a Paris cuando ésta hace un comentario de ella. Cuando Lorelai llega a Chilton y se entera de lo ocurrido, primero discute con el profesor Medina, y al volver las chicas a casa, reciben una llamada de Max donde dice que Rory tendrá la oportunidad de recuperar el examen y que desea volver a ver a Lorelai.
- Datos: Q11704445